# Ernest Renshaw
Ernest Renshaw (Leamington Spa, 1861. január 3. – Twyford, 1899. szeptember 2.) egyszeres egyéni és ötszörös páros wimbledoni bajnok brit teniszező.
Egyéniben 1888-ban tudta megnyerni a wimbledoni bajnoki címet, ezen kívül négyszer játszott döntőt. Párosban ikertestvérével, William Renshaw-val – aki egyéniben nagy riválisa volt – ötször nyerték meg a bajnoki címet Wimbledonban.
Kettejük közül Ernest volt az idősebb 15 perccel, s magasabb is volt öccsénél több mint egy centivel.
1983-ban beválasztották az International Tennis Hall of Fame (Teniszhírességek Csarnoka) tagjai közé.

## Grand Slam-döntői

### Egyéni (5)

#### Győzelmei (1)
| Év   | Bajnokság | Ellenfél a döntőben | Döntő eredménye |
| 1888 | Wimbledon | Herbert Lawford     | 6–3, 7–5, 6–0   |

#### Elveszített döntői (4)
| Év   | Bajnokság | Ellenfél a döntőben | Döntő eredménye         |
| 1882 | Wimbledon | William Renshaw     | 6–1, 2–6, 4–6, 6–2, 6–2 |
| 1883 | Wimbledon | William Renshaw     | 2–6, 6–3, 6–3, 4–6, 6–3 |
| 1887 | Wimbledon | Herbert Lawford     | 1–6, 6–3, 3–6, 6–4, 6–4 |
| 1889 | Wimbledon | William Renshaw     | 6–4, 6–1, 3–6, 6–0      |

### Páros (5)

#### Győzelmei (5)
| Év   | Bajnokság | Partner         | Ellenfél a döntőben                    | Döntő eredménye         |
| 1884 | Wimbledon | William Renshaw | Ernest Lewis Edward Williams           | 6–3, 6–1, 1–6, 6–4      |
| 1885 | Wimbledon | William Renshaw | Claude Farrer Arthur Stanley           | 6–3, 6–3, 10–8          |
| 1886 | Wimbledon | William Renshaw | Claude Farrer Arthur Stanley           | 6–3, 6–3, 4–6, 7–5      |
| 1888 | Wimbledon | William Renshaw | Herbert Wilberforce Patrick Bowes-Lyon | 2–6, 1–6, 6–3, 6–4, 6–3 |
| 1889 | Wimbledon | William Renshaw | George Hillyard Ernest Lewis           | 6–4, 6–4, 3–6, 0–6, 6–1 |